# Liste des centrales nucléaires en Inde
La liste des centrales nucléaires en Inde en 2024 compte 7 centrales nucléaires équipées de 20 réacteurs nucléaires de production opérationnels, auxquels s'ajoutent 7 réacteurs en construction.
| \| New Delhi Bombay Calcutta Kaiga Kakrapar Kalpakkam Narora Rawatbhata Tarapur Jaitapur Koodankulam CHASNUPP \| Localisation des centrales nucléaires en Inde |
| New Delhi Bombay Calcutta Kaiga Kakrapar Kalpakkam Narora Rawatbhata Tarapur Jaitapur Koodankulam CHASNUPP                                                     |

## Historique
En 2010, l'Inde se situe au 6e rang des pays producteurs d'électricité nucléaire dans le monde, en nombre de réacteurs en activité, mais seulement au 15e en termes de puissance installée et au 17e en termes d'énergie électrique produite. Ceci est dû à la faible puissance nette de chacun de ses réacteurs. La production d’électricité d’origine nucléaire en Inde s'élève en 2010 à 20 TWh, soit 3 % des 719 TWh de production d’électricité nationale ; et 0,8 % de l'énergie électrique d'origine nucléaire produite dans le monde.
Avec 3 % de la part du nucléaire dans l'électricité produite dans le pays, l'Inde se situait ainsi en 2010 au 27e rang au niveau mondial.

## Modèles de réacteurs
En 2024, l'Inde compte 20 réacteurs nucléaires électrogènes en service, répartis dans 7 centrales : 
- 18 réacteurs à eau lourde pressurisée.
- 2 réacteurs à eau légère pressurisée VVER-1000/V412 de conception russe[2],[3].

L'entreprise publique Nuclear Power Corporation Of India (NPCIL) est l'exploitante unique de la totalité des réacteurs nucléaires électrogènes indiens. 

## Définitions
Les caractéristiques des réacteurs sont données dans les tableaux ci-après ; les données sont principalement issues de la base de données PRIS (Power Reactor Information System) de l’Agence international de l'énergie atomique (AIEA) qui définit ainsi les termes : 
- la puissance nette correspond à la puissance électrique délivrée sur le réseau et sert d'indicateur en termes de puissance installée ;
- la puissance brute correspond à la puissance délivrée par l'alternateur (soit la puissance nette augmentée de la consommation interne de la centrale) ;
- la puissance thermique correspond, à la puissance délivrée par la chaudière nucléaire.

Le début de construction correspond à la date de coulage des fondations du bâtiment réacteur. Une tranche (nom utilisé pour un réacteur complet) est considérée comme opérationnelle après son premier couplage au réseau électrique. La mise en service commerciale est le transfert contractuel de l’installation du constructeur vers le propriétaire ; intervenant en principe après réalisation des tests réglementaires et contractuels, et après fonctionnement continu à 100 % pendant une durée définie au contrat de construction.

### Réacteurs opérationnels ou en construction
| Centrale nucléaire | Nom du réacteur | Type | Modèle              | Statut          | Puissance   | Puissance   | Puissance       | Constructeur | Début construction | Raccordement au réseau | Mise en service commerciale |
| Centrale nucléaire | Nom du réacteur | Type | Modèle              | Statut          | nette (MWe) | brute (MWe) | thermique (MWt) | Constructeur | Début construction | Raccordement au réseau | Mise en service commerciale |
| ------------------ | --------------- | ---- | ------------------- | --------------- | ----------- | ----------- | --------------- | ------------ | ------------------ | ---------------------- | --------------------------- |
| Kaiga              | KAIGA-1         | PHWR | Horizontal Pressure | Opérationnel    | 202         | 220         | 801             | NPCIL        | 1er septembre 1989 | 12 octobre 2000        | 16 novembre 2000            |
| Kaiga              | KAIGA-2         | PHWR | Horizontal Pressure | Opérationnel    | 202         | 220         | 801             | NPCIL        | 1er décembre 1989  | 2 décembre 1999        | 16 mars 2000                |
| Kaiga              | KAIGA-3         | PHWR | Horizontal Pressure | Opérationnel    | 202         | 220         | 800             | NPCIL        | 30 mars 2002       | 11 avril 2007          | 6 mai 2007                  |
| Kaiga              | KAIGA-4         | PHWR | Horizontal Pressure | Opérationnel    | 202         | 220         | 800             | NPCIL        | 10 mai 2002        | 19 janvier 2011        | 12 janvier 2011             |
| Kakrapar           | KAKRAPAR-1      | PHWR | Horizontal Pressure | Opérationnel    | 202         | 220         | 801             | NPCIL        | 1er décembre 1984  | 24 novembre 1992       | 6 mai 1993                  |
| Kakrapar           | KAKRAPAR-2      | PHWR | Horizontal Pressure | Opérationnel    | 202         | 220         | 801             | NPCIL        | 1er avril 1985     | 4 mars 1995            | 1er septembre 1995          |
| Kakrapar           | KAKRAPAR-3      | PHWR | PHWR-700            | Opérationnel    | 630         | 700         | 2 166           | NPCIL        | 22 novembre 2010   | 10 janvier 2021        | 30 juin 2023                |
| Kakrapar           | KAKRAPAR-4      | PHWR | PHWR-700            | Opérationnel    | 630         | 700         | 2 166           | NPCIL        | 22 novembre 2010   | 20 février 2024        | 31 mars 2024                |
| Kudankulam         | KUDANKULAM-1    | PWR  | VVER-1000/V412      | Opérationnel    | 932         | 1 000       | 3 000           | NPCIL        | 31 mars 2002       | 22 octobre 2013        | 31 décembre 2014            |
| Kudankulam         | KUDANKULAM-2    | PWR  | VVER-1000/V412      | Opérationnel    | 932         | 1 000       | 3 000           | NPCIL        | 4 juillet 2002     | 26 août 2016           | 31 mars 2017                |
| Kudankulam         | KUDANKULAM-3    | PWR  | VVER-1000/V412      | En construction | 917         | 1 000       | 3 000           | NPCIL        | 29 juin 2017       |                        |                             |
| Kudankulam         | KUDANKULAM-4    | PWR  | VVER-1000/V412      | En construction | 917         | 1 000       | 3 000           | NPCIL        | 23 octobre 2017    |                        |                             |
| Kudankulam         | KUDANKULAM-5    | PWR  | VVER-1000/V412      | En construction | 917         | 1 000       | 3 000           | NPCIL        | 29 juin 2021       |                        |                             |
| Kudankulam         | KUDANKULAM-6    | PWR  | VVER-1000/V412      | En construction | 917         | 1 000       | 3 000           | NPCIL        | 20 décembre 2021   |                        |                             |
| Madras             | MADRAS-2        | PHWR | Horizontal Pressure | Opérationnel    | 205         | 220         | 801             | NPCIL        | 1er octobre 1972   | 20 septembre 1985      | 21 mars 1986                |
| Kokkilamedu        | PFBR            | FBR  | Prototype           | En construction | 470         | 500         | 1 253           | BNVNL        | 23 octobre 2004    |                        |                             |
| Narora             | NARORA-1        | PHWR | Horizontal Pressure | Opérationnel    | 202         | 220         | 801             | NPCIL        | 1er décembre 1976  | 29 juillet 1989        | 1er janvier 1991            |
| Narora             | NARORA-2        | PHWR | Horizontal Pressure | Opérationnel    | 202         | 220         | 801             | NPCIL        | 1er novembre 1977  | 5 janvier 1992         | 1er juillet 1992            |
| Rajasthan          | RAJASTHAN-2     | PHWR | Horizontal Pressure | Opérationnel    | 187         | 200         | 693             | AECL/DAE     | 1er avril 1968     | 1er novembre 1980      | 1er avril 1981              |
| Rajasthan          | RAJASTHAN-3     | PHWR | Horizontal Pressure | Opérationnel    | 202         | 220         | 801             | NPCIL        | 1er février 1990   | 10 mars 2000           | 1er juin 2000               |
| Rajasthan          | RAJASTHAN-4     | PHWR | Horizontal Pressure | Opérationnel    | 202         | 220         | 801             | NPCIL        | 1er octobre 1990   | 17 novembre 2000       | 23 décembre 2000            |
| Rajasthan          | RAJASTHAN-5     | PHWR | Horizontal Pressure | Opérationnel    | 202         | 220         | 801             | NPCIL        | 18 septembre 2002  | 22 décembre 2009       | 4 février 2010              |
| Rajasthan          | RAJASTHAN-6     | PHWR | Horizontal Pressure | Opérationnel    | 202         | 220         | 801             | NPCIL        | 20 janvier 2003    | 28 mars 2010           | 30 mars 2010                |
| Rajasthan          | RAJASTHAN-7     | PHWR | Horizontal Pressure | En construction | 630         | 700         | 2 177           | NPCIL        | 18 juillet 2011    |                        |                             |
| Rajasthan          | RAJASTHAN-8     | PHWR | Horizontal Pressure | En construction | 630         | 700         | 2 177           | NPCIL        | 30 septembre 2011  |                        |                             |
| Tarapur            | TARAPUR-3       | PHWR | Horizontal Pressure | Opérationnel    | 490         | 540         | 1 730           | NPCIL        | 12 mai 2000        | 15 juin 2006           | 18 août 2006                |
| Tarapur            | TARAPUR-4       | PHWR | Horizontal Pressure | Opérationnel    | 490         | 540         | 1 730           | NPCIL        | 8 mars 2000        | 4 juin 2005            | 12 septembre 2005           |

### Réacteurs arrêtés
En mars 2024, 4 réacteurs représentant 595 MWe sont déclarés en "fonctionnement suspendu" : 
| Centrale nucléaire | Nom du réacteur | Type | Modèle              | Puissance   | Puissance   | Puissance       | Constructeur | Début construction | Raccordement au réseau | Mise en service commerciale | Date de suspension |
| Centrale nucléaire | Nom du réacteur | Type | Modèle              | nette (MWe) | brute (MWe) | thermique (MWt) | Constructeur | Début construction | Raccordement au réseau | Mise en service commerciale | Date de suspension |
| ------------------ | --------------- | ---- | ------------------- | ----------- | ----------- | --------------- | ------------ | ------------------ | ---------------------- | --------------------------- | ------------------ |
| Madras             | MADRAS-1        | PHWR | Horizontal Pressure | 205         | 220         | 801             | NPCIL        | 1er janvier 1971   | 23 juillet 1983        | 27 janvier 1984             | 30 janvier 2018    |
| Rajasthan          | RAJASTHAN-1     | PHWR | Horizontal Pressure | 90          | 100         | 346             | AECL         | 1er août 1965      | 30 novembre 1972       | 16 décembre 1973            | 9 octobre 2004     |
| Tarapur            | TARAPUR-1       | REB  | BWR-1, Mark 2       | 150         | 160         | 530             | GE           | 1er octobre 1964   | 1er avril 1969         | 28 octobre 1969             | 18 janvier 2020    |
| Tarapur            | TARAPUR-2       | REB  | BWR-1, Mark 2       | 150         | 160         | 530             | GE           | 1er octobre 1964   | 5 mai 1969             | 28 octobre 1969             | 13 juillet 2020    |

### Réacteurs en projet
Un projet de centrale nucléaire à Jaitapur a été annoncé par le gouvernement indien en décembre 2010, avec la construction prévue de six EPR.